# ファズルル・ナワズ
ファズルル・ナワズ（Fazrul Nawaz s/o Shahul Hameed、1985年4月17日 - ）は、元シンガポール代表のサッカー選手。現役時代のポジションはFW。

## 経歴

### ゲイラン・ユナイテッド
ファズルルは2003年にゲイラン・ユナイテッドFCでプロのキャリアを始めた。2006年にはヤング・ライオンズに移籍するものの、2008年にゲイランに復帰した。

### ゴンバク・ユナイテッド
ファズルルは契約上の問題によって翌年ゲイラン・ユナイテッドから解雇された。マレーシアの新聞によれば、ゲイランでのチームメイトであったアイデ・イスカンダル、ノー・ラーマン、アモス・ブーンと共にセンカン・パンゴールFCへの移籍が有力視されていた。しかしながら、彼は6ヶ月の間、所属チーム無の状態となった後にゴンバク・ユナイテッドFCへの移籍を果たした。2009年5月、ゴンバクの監督、ダレン・ステュワートが移籍を発表した。

### SAFFC
2011年にはSAFFCに移籍した。

### シンガポール・ライオンズXII
SAFFCを2013年1月に去ったファズルルは、マレーシア・スーパーリーグに所属するシンガポール・ライオンズXIIへの移籍を果たした。しかし、同年12月には4ゴールを奪ったのみでの退団となった。

### ホーム・ユナイテッド
2014年になると、ホーム・ユナイテッドに移籍し、29ゲームで10得点を奪い、シンガポール人選手での得点王タイとなった。

### サバFA
2014年12月、マレーシア・プレミアリーグに所属するサバFAとの契約に署名したものの、1ヶ月後に彼は蒸発した。

### ウォリアーズへの復帰
サバFAでの短い移籍の後に、ファズルルは2015年のSリーグ移籍市場が閉鎖される前にウォリアーズFCへと復帰した。加盟後最初の試合では二得点をし、ライバルのホーム・ユナイテッドから4-1の勝利を挙げた。第二節でも得点を挙げて、ホウガン・ユナイテッド戦を1-0で勝利し、同節の防衛王となり、チームに貢献した。4点目と5点目のゴールは第三節でみられ、タンピネス・ローバースFCに対して2-3の勝利を挙げるのに大きく貢献した。

## 代表歴
ファズルルの代表としてのデビュー戦は2005年6月4日のマレーシア戦であり、マスレズワン・マストゥリが鼻を骨折した為、彼の代わりに出場した。
2007年の東南アジアサッカー選手権では、準決勝のマレーシア戦でPK戦に縺れ込んだ際に4人目のキッカーとしてゴールを決め、シンガポールの勝利に貢献している。
同年の東南アジア競技大会のグループリーグに於ける彼のパフォーマンスはファンやメディアによって広く批判された。特にマレーシアU-23代表戦でのペナルティキックを外した際には批判が勢いを増した。と言うのも、彼がもしこの得点を決めていたならば、準決勝でタイ代表との対戦を免れたのであり、結局この準決勝は3-0で敗退を喫し、金あるいは銀のメダルを持ちかえる事が出来なくなったのである。三位決定戦ではパフォーマンスを調整し、ベトナム代表相手にハットトリックを決め、U-23代表の銅メダル獲得に貢献した。
タンピネス・ローバースFC戦での前十字靭帯の怪我によって、2008 AFFスズキカップへの出場は果たせず、この大会ではシンガポールは準決勝でベトナムに敗戦した。

### 代表得点
A代表でのゴール
| No | 日附           | 場所                                                             | 相手               | 得点 | 結果 | 大会                                   |
| -- | -------------- | ---------------------------------------------------------------- | ------------------ | ---- | ---- | -------------------------------------- |
| 1  | 2006年12月28日 | スパチャラサイ国立競技場                                         | ベトナム           | 2-2  | 2–3  | 2006キングスカップ                     |
| 2  | 2007年8月21日  | シャー・アラム・スタジアム                                       | ジンバブエ         | 4-0  | 4-2  | 2007ムルデカ大会                       |
| 3  | 2007年8月25日  | シャー・アラム・スタジアム                                       | バングラデシュ     | 2-0  | 2-1  | 2007ムルデカ大会                       |
| 4  | 2008年3月26日  | カラン                                                           | レバノン           | 2-0  | 2-0  | 2010 FIFAワールドカップ・アジア予選    |
| 5  | 2010年1月20日  | 80周年スタジアム                                                 | デンマーク         | 1-5  | 1-5  | 2010キングスカップ                     |
| 6  | 2010年11月26日 | カラン                                                           | ラオス             | 3-0  | 4-0  | 親善試合                               |
| 7  | 2011年7月18日  | カラン                                                           | 中華民国           | 3-2  | 3-2  | 親善試合                               |
| 8  | 2012年10月16日 | カラン                                                           | インド             | 2-0  | 2-0  | 親善試合                               |
| 9  | 2012年12月1日  | シャー・アラム・スタジアム                                       | ラオス             | 2-4  | 2-5  | 2012 AFFスズキカップ                   |
| 10 | 2014年9月6日   | ホウガン・スタジアム                                             | パプアニューギニア | 2-0  | 2-1  | 親善試合                               |
| 11 | 2015年5月30日  | バンガバンドゥ・ナショナル・スタジアム                           | バングラデシュ     | 1-1  | 1-2  | 親善試合                               |
| 12 | 2015年6月6日   | ジュロン・ウェスト・スポーツ・アンド・レクリエーション・センター | ブルネイ           | 4-1  | 4-1  | 親善試合                               |
| 13 | 2015年6月11日  | プノンペン・オリンピックスタジアム                               | カンボジア         | 0-4  | 0-4  | 2018 FIFAワールドカップ・アジア2次予選 |

## 生活
彼の父親は東南アジア競技大会で1970年代に銅メダルを獲ったボクシング選手だと言う。

## タイトル

### クラブ
シンガポール・ライオンズXII
- マレーシア・スーパーリーグ: 2013

### 代表
シンガポール
- 東南アジアサッカー選手権: 2007, 2012
- 東南アジア競技大会 銅: 2007